# Anne Ulrich
Anne S. Ulrich (* 31. Dezember 1966 in Hamburg) ist eine deutsche  Chemikerin. Seit 2005 leitet sie am Karlsruher Institut für Technologie (KIT) als Direktorin das Institut für biologische Grenzflächen und hat einen Lehrstuhl am Institut für Organische Chemie inne.

## Werdegang
Anne S. Ulrich wuchs in einer Familie mit naturwissenschaftlich geprägtem Hintergrund auf. Ihr Vater lehrte Physik an der Technischen Hochschule in Hamburg, ihre Mutter war Pharmazeutin. Ihre Schwester Helle Ulrich studierte Biologie und ist Direktorin am Institut für Molekulare Biologie (IMB) der Johannes Gutenberg-Universität Mainz.
Anne S. Ulrich besuchte von 1976 bis 1985 das Johannes-Kepler-Gymnasium in Leonberg und das Albert-Einstein-Gymnasium in Buchholz, das sie mit dem Abitur abschloss.
Danach studierte sie Chemie an der Universität von Oxford und promovierte dort 1993 im Fach Biochemie bei Anthony Watts.
Nach einem Aufenthalt als Postdoktorandin am Europäischen Laboratorium für Molekularbiologie in Heidelberg und einer Assistenzprofessur an der Universität Jena habilitierte sie sich 1999 an der Universität Heidelberg bei F. Wieland in Biochemie.
Es folgte eine 2-jährige Assistenzprofessur in Molekularer Biophysik an der Universität Jena, bevor sie 2002 einen Lehrstuhl für Biochemie an der Universität Karlsruhe und eine Gruppenleiterposition am Forschungszentrum Karlsruhe übernahm. Dort leitet sie seit 2005 als Direktorin das Institut für biologische Grenzflächen 2 – Molekulare Biophysik (IBG-2).

## Forschung
Anne S. Ulrich forscht schwerpunktmäßig an der strukturellen und funktionalen Analyse von Biomembranen, an Transportprozessen durch biologische Membranen und an Lipid-Protein Wechselwirkungen von antimikrobiellen Peptiden. Für diese Untersuchungen nutzt sie vorwiegend die Festkörper-Magnetresonanz-Spektroskopie (Festkörper-NMR), die sie für ihre Forschungsarbeiten weiterentwickelte, und verschiedene biophysikalische Methoden.
Sie arbeitet aus bislang unbekannten Gründen als Gutachterin für Impfstoff-Themen und ist hier in Kritik geraten.

## Auszeichnungen
1994 erhielt Anne S. Ulrich für ihre Arbeit Das Hydratationsverhalten von Lipid-Doppelschichten den Kaufmann-Preis der Deutschen Gesellschaft für Fettwissenschaft.
1998 wurde sie mit dem Dr. Otto-Röhm-Gedächtnis-Preis ausgezeichnet.
Für herausragende wissenschaftliche Leistungen erhielt sie 1999 den Heinz-Maier-Leibnitz-Preis für Nachwuchswissenschaftler.
2001 wurde sie mit einem Karl-Winnacker-Stipendium der Aventis Foundation ausgezeichnet. Die in Frankfurt ansässige Stiftung des Pharma-Konzerns prämierte damit die „hervorragenden wissenschaftlichen Leistungen“ der Forscherin.